# معهد أبحاث السرطان (لندن)
معهد أبحاث السرطان (بالإنجليزية: Institute of Cancer Research، وتختصر إلى: ICR) هو معهد بحثي وجامعة حكومية متخصصة في علم الأورام، مقره العاصمة البريطانية لندن، وهو أحد الكليات المكونة لجامعة لندن. تأسس سنة 1909 كقسم بحثي تابع لمستشفى مارزدن الملكي، ثم ضُم إلى جامعة لندن سنة 2003. تحققت على يد علمائه العديد من الإنجازات والاكتشافات العلمية، ومن بينها اكتشاف أن السبب الأساسي للسرطان هو تأذي الحمض النووي الريبوزي المنقوص الأكسجين (دي إن إيه).